# Paravent

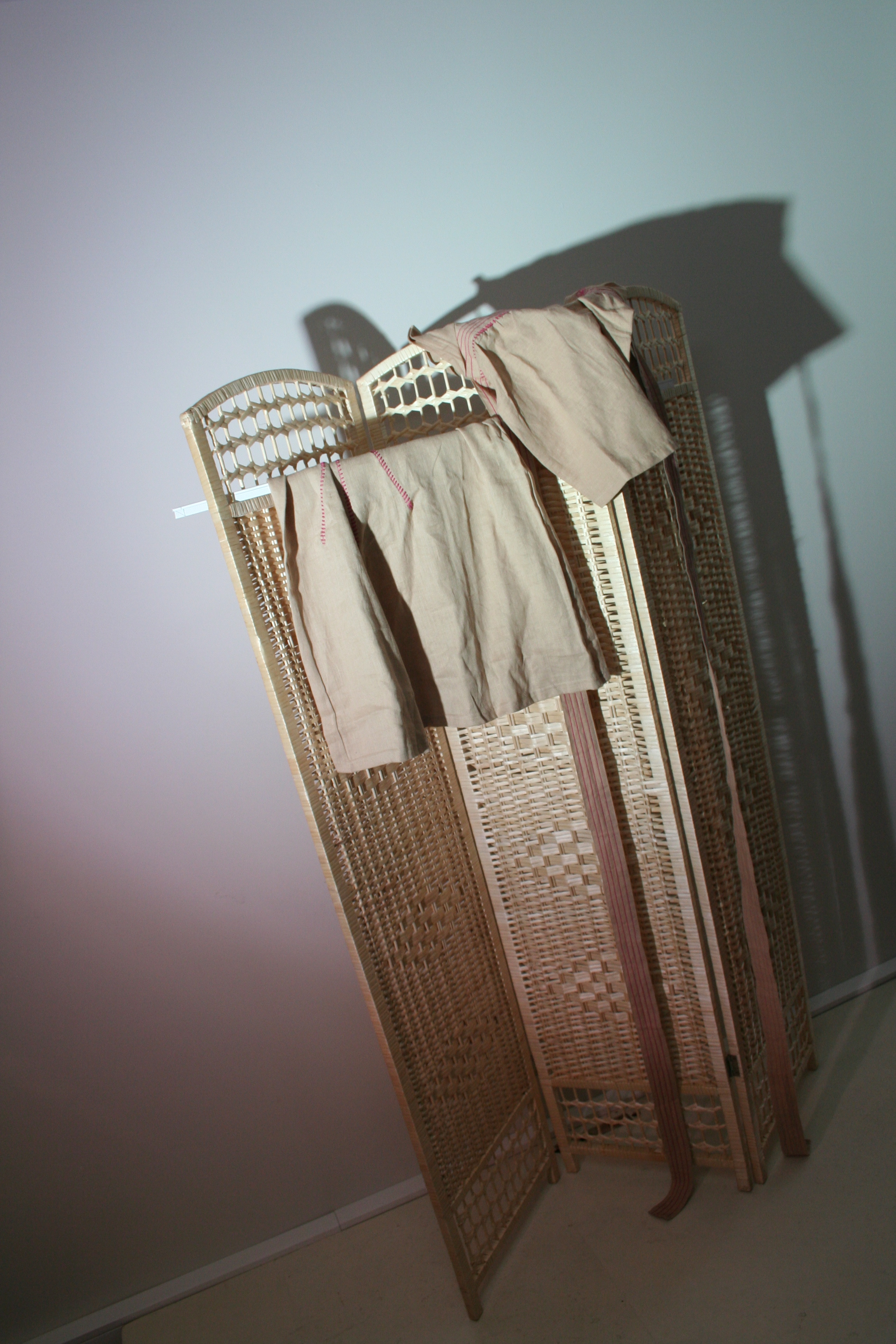
Un paravent.

Un paravent, també anomenat mampara, és un moble que permet separar dos espais. Està constituït per una o diverses fulles; sovint de fusta, i de vegades amb algunes peces de teixit.
El paravent és un suport per a l'art molt emprat al Japó, anomenats Byōbu.
Al País Valencià també es coneix amb el terme ventalla.